# Prezydenci Dominikany

## Prezydenci Dominikany
| #                                                                      | Portret | Prezydent                                         | Początek kadencji    | Koniec              | Uwagi |
|                                                                        |         | Komisja rządowa                                   | 1 marca 1844         | 13 listopada 1844   | Komisja rządowa Przewodniczący: Tomás Bobadilla y Briones Członkowie: Manuel Jimenes Carlos Moreno Mariano Echavarria Jose Maria Caminero Francisco del Rosario Sanchez Matias Ramon Mella Manuel Maria Valverde Francisco Xavier Abreu Felix Mercenario Silvano Pujol Juan Pablo Duarte |
| 1                                                                      |         | Pedro Santana (1801–1864)                         | 13 listopada 1844    | 4 sierpnia 1848     | Prezydent |
|                                                                        |         | Rada państwa                                      | 4 sierpnia 1848      | 8 września 1848     | Rada państwa Członkowie: Félix Mercenario Domingo de la Rocha José María Caminero Manuel Jimenes |
| 2                                                                      |         | Manuel Jimenes (1808–1854)                        | 8 września 1848      | 29 maja 1849        | Prezydent |
| 3                                                                      |         | Buenaventura Báez (1812–1884)                     | 29 maja 1849         | 15 lutego 1853      | Prezydent |
| 4                                                                      |         | Pedro Santana (1801–1864)                         | 15 lutego 1853       | 26 maja 1856        | Prezydent |
| 5                                                                      |         | Manuel de Regla Mota (1795–1864)                  | 26 maja 1856         | 8 października 1856 | Prezydent |
| 6                                                                      |         | Buenaventura Báez (1812–1884)                     | 8 października 1856  | 13 czerwca 1858     | Prezydent |
| 7                                                                      |         | José Desiderio Valverde (1822–1903)               | 13 czerwca 1858      | 31 sierpnia 1858    | Prezydent |
| 8                                                                      |         | Pedro Santana (1801–1864)                         | 31 sierpnia 1858     | 18 marca 1861       | Prezydent |
| od 1861 do 1865, Dominikana anektowana przez Hiszpanię.                |         |                                                   |                      |                     | |
| 9                                                                      |         | Pedro Antonio Pimentel (1830–1874)                | 25 marca 1865        | 4 sierpnia 1865     | Prezydent |
|                                                                        |         | José María Cabral (1816–1899)                     | 4 sierpnia 1865      | 15 listopada 1865   | Najwyższy przywódca |
|                                                                        |         | Pedro Guillermo (1814–1867)                       | 15 listopada 1865    | 8 grudnia 1865      | Prezydent tymczasowej junty rządowej |
| 10                                                                     |         | Buenaventura Báez (1812–1884)                     | 8 grudnia 1865       | 29 maja 1866        | President |
|                                                                        |         | Trunwirat                                         | 29 maja 1866         | 22 sierpnia 1866    | Członkowie: Pedro Antonio Pimentel Gregorio Luperón Federico de Jesús García |
| 11                                                                     |         | José María Cabral (1816–1899)                     | 22 sierpnia 1866     | 3 stycznia 1868     | Prezydent |
| 12                                                                     |         | Manuel Altagracia Cáceres (1838–1878)             | 3 stycznia 1868      | 13 lutego 1868      | Prezydent |
|                                                                        |         | Junta                                             | 13 lutego 1868       | 2 maja 1868         | Członkowie: José Antonio Hungría Francisco Antonio Gómez Báez José Ramón Luciano y Franco |
| 13                                                                     |         | Buenaventura Báez (1812–1884)                     | 2 maja 1868          | 2 stycznia 1874     | Prezydent |
|                                                                        |         | Ignacio María González (1838–1915)                | 2 stycznia 1874      | 22 stycznia 1874    | Najwyższy przywódca |
|                                                                        |         | Rada generałów                                    | 22 stycznia 1874     | 6 kwietnia 1874     | Członkowie: Ignacio María González Manuel Altagracia Cáceres |
| 14                                                                     |         | Ignacio María González (1838–1915)                | 6 kwietnia 1874      | 23 lutego 1876      | Prezydent |
|                                                                        |         | Rada państwa                                      | 23 lutego 1876       | 29 kwietnia 1876    | Rada państwa Członkowie: Pedro Tomás Garrido José de Jesús de Castro Pedro Pablo de Bonilla Juan Bautista Zafra Pablo López Villanueva Jacinto Peynado |
| 15                                                                     |         | Ulises Francisco Espaillat (1823–1878)            | 29 kwietnia 1876     | 5 października 1876 | President |
|                                                                        |         | Najwyższa Junta Rządowa                           | 5 października 1876  | 11 listopada 1876   | Członkowie: Pablo López Villanueva José Caminero Matías Juan Esteban Ariza Matos Fidel Rodríguez Urdaneta José de Jesús Eduardo de Castro Álvarez Juan Bautista Zafra y Miranda Pedro Tomás Garrido Matos                                                                                |
|                                                                        |         | Ignacio María González (1838–1915)                | 11 listopada 1876    | 9 grudnia 1876      | Najwyższy przywódca |
|                                                                        |         | Marcos Antonio Cabral (1843–1903)                 | 9 grudnia 1876       | 26 grudnia 1876     | Przewodniczący tymczasowej junty rządowej |
| 16                                                                     |         | Buenaventura Báez (1812–1884)                     | 26 grudnia 1876      | 2 marca 1878        | Prezydent |
|                                                                        |         | Rada państwa                                      | 2 marca 1878         | 5 marca 1878        | Rada państwa Członkowie: José María Cabral Joaquín Montolío |
| 17                                                                     |         | Cesareo Guillermo (1847–1885)                     | 5 marca 1878         | 6 lipca 1878        | Prezydent |
| 18                                                                     |         | Ignacio María González (1838–1915)                | 6 lipca 1878         | 2 września 1878     | Prezydent |
|                                                                        |         | Ludowe przywództwo wojskowe                       | 2 września 1878      | 6 września 1878     | Ludowe przywództwo wojskowe Członkowie: Ulises Heureaux Cesáreo Guillermo |
|                                                                        |         | Jacinto de Castro (1811–1896)                     | 7 września 1878      | 29 września 1878    | tymczasowy prezydent |
|                                                                        |         | Rada państwa                                      | 30 września 1878     | 27 lutego 1879      | Rada państwa Członkowie: Cesáreo Guillermo Alejandro Angulo Guridi Pedro Maria Aristy |
| 19                                                                     |         | Cesareo Guillermo (1847–1885)                     | 27 lutego 1879       | 6 grudnia 1879      | Prezydent |
| 20                                                                     |         | Gregorio Luperón (1839–1897)                      | 6 grudnia 1879       | 1 września 1880     | Prezydent |
| 21                                                                     |         | Fernando Arturo de Meriño (1833–1906)             | 1 września 1880      | 1 września 1882     | Prezydent |
| 22                                                                     |         | Ulises Heureaux (1845–1899)                       | 1 września 1882      | 1 września 1884     | Prezydent |
| 23                                                                     |         | Francisco Gregorio Billini (1844–1898)            | 1 września 1884      | 16 maja 1885        | Prezydent |
| 24                                                                     |         | Alejandro Woss y Gil (1856–1932)                  | 16 maja 1885         | 6 stycznia 1887     | Prezydent |
| 25                                                                     |         | Ulises Heureaux (1845–1899)                       | 6 stycznia 1887      | 27 lutego 1889      | Prezydent |
|                                                                        |         | Manuel María Gautier (1830–1897)                  | 27 lutego 1889       | 30 kwietnia 1889    | tymczasowy prezydent |
| 26                                                                     |         | Ulises Heureaux (1845–1899)                       | 30 kwietnia 1889     | 26 lipca 1899       | Prezydent |
| 27                                                                     |         | Wenceslao Figuereo (1834–1910)                    | 26 lipca 1899        | 30 sierpnia 1899    | Prezydent |
|                                                                        |         | Rada państwa                                      | 30 sierpnia 1899     | 31 sierpnia 1899    | Rada państwa Członkowie: Tomás Demetrio Morales Arístides Patiño Enrique Henríquez y Alfau Jaime R. Vidal Braulio Álvarez |
|                                                                        |         | Ludowa rewolucyjna junta rządowa                  | 31 sierpnia 1899     | 4 września 1899     | Rada państwa Członkowie: Mariano Cestero Álvaro Logroño Arístides Patiño Pedro María Mejía |
|                                                                        |         | Horacio Vásquez (1860–1936)                       | 4 września 1899      | 15 listopada 1899   | Przewodniczący tymczasowej junty rządowej |
| 28                                                                     |         | Juan Isidro Jimenes Pereyra (1846–1919)           | 15 listopada 1899    | 2 maja 1902         | Prezydent |
|                                                                        |         | Horacio Vásquez (1860–1936)                       | 2 maja 1902          | 23 kwietnia 1903    | Przewodniczący tymczasowej junty rządowej |
| 29                                                                     |         | Alejandro Woss y Gil (1856–1932)                  | 23 kwietnia 1903     | 24 listopada 1903   | Prezydent |
| 30                                                                     |         | Carlos Felipe Morales (1868–1914)                 | 24 listopada 1903    | 29 grudnia 1905     | Prezydent |
|                                                                        |         | Rada państwa                                      | 25 grudnia 1905      | 12 stycznia 1906    | Rada państwa (tymczasowo za Moralesa) Członkowie: Manuel Lamarche García Emiliano Tejera Andrés Julio Montolío Francisco Leonte Vásquez Lajara Carlos Ginebra Eladio Victoria Federico Velásquez y Hernández                                                                             |
| 31                                                                     |         | Ramón Cáceres (1866–1911)                         | 12 stycznia 1906     | 19 listopada 1911   | Prezydent |
|                                                                        |         | Rada państwa                                      | 19 listopada 1911    | 5 grudnia 1911      | Rada państwa Członkowie: Miguel Antonio Román José María Cabral Manuel de Jesús Troncoso de la Concha Federico Velásquez y Hernández Manuel Lamarche García Emilio Tejera Rafael Díaz |
| 32                                                                     |         | Eladio Victoria (1864–1939)                       | 5 grudnia 1911       | 30 listopada 1912   | Prezydent |
|                                                                        |         | Adolfo Alejandro Nouel (1862–1937)                | 30 listopada 1912    | 13 kwietnia 1913    | tymczasowy prezydent |
|                                                                        |         | José Bordas Valdez (1874–1968)                    | 14 kwietnia 1913     | 27 sierpnia 1914    | tymczasowy prezydent |
|                                                                        |         | Ramón Báez (1858–1929)                            | 28 sierpnia 1914     | 5 grudnia 1914      | tymczasowy prezydent |
| 33                                                                     |         | Juan Isidro Jimenes Pereyra (1846–1919)           | 5 grudnia 1914       | 7 maja 1916         | Prezydent |
|                                                                        |         | Rada państwa                                      | 7 maja 1916          | 31 lipca 1916       | Rada państwa Członkowie: Jaime Mota Bernardo Pichardo José Manuel Jimenes Federico Velásquez y Hernández |
| 34                                                                     |         | Francisco Henríquez y Carvajal (1859–1935)        | 31 lipca 1916        | 29 listopada 1916   | Prezydent |
| od 1916 do 1924, Dominikana okupowana przez Stany Zjednoczone Ameryki. |         |                                                   |                      |                     | |
|                                                                        |         | Juan Bautista Vicini Burgos (1871–1935)           | 21 października 1922 | 12 lipca 1924       | tymczasowy prezydent |
| 35                                                                     |         | Horacio Vásquez (1860–1936)                       | 12 lipca 1924        | 3 marca 1930        | Prezydent |
|                                                                        |         | Rafael Estrella Ureña (1889–1945)                 | 3 marca 1930         | 16 sierpnia 1930    | tymczasowy prezydent |
| 36                                                                     |         | Rafael Trujillo (1891–1961)                       | 16 sierpnia 1930     | 16 sierpnia 1938    | Prezydent |
| 37                                                                     |         | Jacinto Peynado (1878–1940)                       | 16 sierpnia 1938     | 24 lutego 1940      | Prezydent |
| 38                                                                     |         | Manuel de Jesús Troncoso de la Concha (1878–1955) | 24 lutego 1940       | 18 maja 1942        | Prezydent |
| 39                                                                     |         | Rafael Trujillo (1891–1961)                       | 18 maja 1942         | 16 sierpnia 1952    | Prezydent |
| 40                                                                     |         | Héctor Trujillo (1908–2002)                       | 16 sierpnia 1952     | 3 sierpnia 1960     | Prezydent |
| 41                                                                     |         | Joaquín Balaguer (1906–2002)                      | 3 sierpnia 1960      | 16 stycznia 1962    | Prezydent |
|                                                                        |         | Rada cywilno-wojskowa                             | 16 January 1962      | 18 January 1962     | Rada cywilno-wojskowa Członkowie: Armando Óscar Pacheco Luis Amiama Tió Antonio Imbert Barrera Enrique Valdez Vidaurre Wilfredo Medina Natalio Huberto Bogaert |
| 42                                                                     |         | Rafael Filiberto Bonnelly (1904–1979)             | 18 stycznia 1962     | 27 lutego 1963      | Prezydent |
| 43                                                                     |         | Juan Bosch (1909–2001)                            | 27 lutego 1963       | 25 września 1963    | Prezydent |
|                                                                        |         | Víctor Elby Viñas Román (1925–2004)               | 25 września 1963     | 26 września 1963    | Przewodniczący tymczasowej junty |
|                                                                        |         | Trunwirat                                         | 26 września 1963     | 25 kwietnia 1965    | Członkowie: Emilio de los Santos y Salcié (do 22 grudnia 1963) (przewodniczący) Donald Reid Cabral (od 29 grudnia 1963) (przewodniczący) Manuel Enrique Tavares Espaillat Ramón Tapia Espinal                                                                                            |
|                                                                        |         | Komitet rewolucyjny                               | 25 kwietnia 1965     | 25 kwietnia 1965    | Członkowie: Vinicio Fernández Pérez Giovanni Gutiérrez Ramírez Francisco Alberto Caamaño Deñó Eladio Ramírez Sánchez Pedro Bartolomé Benoit |
|                                                                        |         | José Rafael Molina Ureña (1921–2000)              | 25 kwietnia 1965     | 27 kwietnia 1965    | tymczasowy prezydent |
| od 27 kwietnia 1965 do 1 maja 1965, wakat.                             |         |                                                   |                      |                     | |
|                                                                        |         | Pedro Bartolomé Benoit (1921–2012)                | 1 maja 1965          | 7 maja 1965         | tymczasowy prezydent |
| 44                                                                     |         | Antonio Imbert Barrera (1920–2016)                | 7 maja 1965          | 30 sierpnia 1965    | Prezydent |
| od 30 sierpnia 1965 do 3 września 1965, wakat.                         |         |                                                   |                      |                     | |
|                                                                        |         | Héctor García-Godoy (1921–1970)                   | 3 września 1965      | 1 lipca 1966        | tymczasowy prezydent |
| 45                                                                     |         | Joaquín Balaguer (1906–2002)                      | 1 lipca 1966         | 16 sierpnia 1978    | Prezydent |
| 46                                                                     |         | Antonio Guzmán Fernández (1911–1982)              | 16 sierpnia 1978     | 4 lipca 1982        | Prezydent |
| 47                                                                     |         | Jacobo Majluta Azar (1934–1996)                   | 4 lipca 1982         | 16 sierpnia 1982    | President |
| 48                                                                     |         | Salvador Jorge Blanco (1926–2010)                 | 16 sierpnia 1982     | 16 sierpnia 1986    | Prezydent |
| 49                                                                     |         | Joaquín Balaguer (1906–2002)                      | 16 sierpnia 1986     | 16 sierpnia 1996    | Prezydent |
| 50                                                                     |         | Leonel Fernández (1953–)                          | 16 sierpnia 1996     | 16 sierpnia 2000    | Prezydent |
| 51                                                                     |         | Hipólito Mejía (1941–)                            | 16 sierpnia 2000     | 16 sierpnia 2004    | Prezydent |
| 52                                                                     |         | Leonel Fernández (1953–)                          | 16 sierpnia 2004     | 16 sierpnia 2012    | Prezydent |
| 53                                                                     |         | Danilo Medina (1951–)                             | 16 sierpnia 2012     | 16 sierpnia 2020    | Prezydent |
| 54                                                                     |         | Luis Abinader (1967–)                             | 16 sierpnia 2020     | nadal               | Prezydent |